# Gustav Perl Benda
Gustav Perl - Benda (Bjelovar, 11. srpnja 1921. - Koprivnica, 5. listopada 1941.) stolnotenisač i antifašist židovskoga porijekla iz grada Bjelovara. Umro je u Koprivnici, u partizanskoj akciji atentata na ustaškog ministra Milu Budaka.
Sa braćom Bakić i Đurom Prilikom osniva 1. bjelovarsku partizansku grupu.
Na pročelju kuće gdje je rođen nalazi se spomen-ploča njemu u čast.